# Kanton Wöllstein
Der Kanton Wöllstein (franz.: Canton de Wöllstein, auch Canton de Wœllstein) war eine von zehn Verwaltungseinheiten, in die sich das Arrondissement Mainz im Departement Donnersberg gliederte. Der Kanton war in den Jahren 1798 bis 1814 Teil der Französischen Republik (1798–1804) und des Napoleonischen Kaiserreichs (1804–1814). Hauptort (chef-lieu) und Verwaltungssitz war Wöllstein.
1816 kam der Kanton Wöllstein zum Großherzogtum Hessen und bildete dort einen Teil der Provinz Rheinhessen. Die Kantone wurden hier bis 1835 als Teile der Verwaltungsstruktur beibehalten.
Das Verwaltungsgebiet umfasste Teile der heutigen Landkreise Alzey-Worms, Bad Kreuznach und Mainz-Bingen in Rheinland-Pfalz.

## Gemeinden und Mairies
Nach amtlichen Tabellen aus den Jahren 1798 und 1811 gehörten zum Kanton Wöllstein folgende Gemeinden, die verwaltungsmäßig Mairies zugeteilt waren (Ortsnamen in der damaligen Schreibweise); die Einwohnerzahlen (Spalte „EW 1815“) sind einer Statistik von 1815 entnommen; die Spalte „vor 1792 zugehörig“ nennt die landesherrliche Zugehörigkeit vor der französischen Inbesitznahme.
| Gemeinde            | Mairie          | EW 1815     | vor 1792 zugehörig                | Anmerkungen                           | Landkreis |  |
| ------------------- | --------------- | ----------- | --------------------------------- | ------------------------------------- | --------- |  |
| Badenheim           | Badenheim       | 345         | Graf von Schönborn                |                                       | MZ        |  |
| Biebelsheim         | Biebelsheim     | 317         | Grafschaft Falkenstein            |                                       | KH        |  |
| Bosenheim           | Bosenheim       | 454         | Kurpfalz                          | seit 1969 Stadtteil von Bad Kreuznach | KH        |  |
| Eckelsheim          | Sieffersheim    | 383         | Grafschaft Falkenstein            |                                       | AZ        |  |
| Freilaubersheim     | Freilaubersheim | 590         | Kurpfalz                          | heute Frei-Laubersheim                | KH        |  |
| Fürfeld             | Fürfeld         | 875         | Freiherr von Kerpen               |                                       | KH        |  |
| Gumbsheim           | Wöllstein       | 216         | Kurmainz und Nassau-Saarbrücken   |                                       | AZ        |  |
| Hackenheim          | Bosenheim       | 253         | Kurpfalz                          |                                       | KH        |  |
| Ippesheim           | Biebelsheim     | 90          | Bretzenheim und Falkenstein       | seit 1969 Stadtteil von Bad Kreuznach | KH        |  |
| Neubamberg          | Fürfeld         | 478         | Kurmainz                          | heute Neu-Bamberg                     | KH        |  |
| Pfaffenschwabenheim | Badenheim       | 404         | Kurpfalz                          | heute Pfaffen-Schwabenheim            | KH        |  |
| Planig              | Planig          | 658         | Fürst von Bretzenheim             | seit 1969 Stadtteil von Bad Kreuznach | KH        |  |
| Pleittersheim       | Badenheim       | 213         | Kurmainz und Nassau-Saarbrücken   | heute Pleitersheim                    | KH        |  |
| Sankt Johann        | Sprendlingen    | [ siehe 1 ] | Markgrafschaft Baden              |                                       | MZ        |  |
| Sieffersheim        | Sieffersheim    | 447         | Kurmainz                          | heute Siefersheim                     | AZ        |  |
| Sprendlingen        | Sprendlingen    | 1.533       | Markgrafschaft Baden              |                                       | MZ        |  |
| Steinbockenheim     | Wonsheim        | 395         | Rheingraf von Salm und Grehweiler | heute Stein-Bockenheim                | AZ        |  |
| Tieffenthal         | Fürfeld         | 168         | Nassau-Saarbrücken                | heute Tiefenthal                      | KH        |  |
| Volxheim            | Freilaubersheim | 408         | Kurmainz                          |                                       | KH        |  |
| Wölgesheim          | Zotzenheim      | 224         | Kurpfalz                          | heute Welgesheim                      | MZ        |  |
| Wöllstein           | Wöllstein       | 1.175       | Kurmainz und Nassau-Saarbrücken   |                                       | AZ        |  |
| Wonsheim            | Wonsheim        | 452         | Kurpfalz                          |                                       | AZ        |  |
| Zotzenheim          | Zotzenheim      | 296         | Kurpfalz                          |                                       | MZ        |  |

Einwohner:
1. ↑  Einwohnerzahl von St. Johann bei Sprendlingen enthalten

Anmerkungen:
1. 1 2  Reichsritterschaft (Statistik des Grossherzogthums Hessen)
2. 1 2 3  Kondominium seit 1733: Kurmainz drei Viertel, Nassau-Saarbrücken ein Viertel (Wöllstein in Rheinhessen auf: regionalgeschichte.net).
3. ↑  Kondominium seit 1642: Fürst von Bretzenheim und Graf von Falkenstein je zur Hälfte (regionalgeschichte.net)
4. ↑  nach anderen Quellen gemeinschaftlich mit der Markgrafschaft Baden (Statistik des Grossherzogthums Hessen)

## Geschichte
Vor der Besetzung des Linken Rheinufers im Ersten Koalitionskrieg (1794) gehörte der 1798 eingerichtete Verwaltungsbezirk des Kantons Wöllstein zu sieben verschiedenen Territorien, zwei Dörfer waren in reichsritterschaftlichem Besitz.
Von der französischen Direktorialregierung wurde 1798 die Verwaltung des Linken Rheinufers nach französischem Vorbild reorganisiert und damit u. a. eine Einteilung in Kantone übernommen. Die Kantone waren zugleich Friedensgerichtsbezirke. Der Kanton Wöllstein gehörte zum Arrondissement Mainz im Departement Donnersberg und gliederte sich in 23 Gemeinden, die von elf Mairies verwaltet wurden.
Nachdem im Januar 1814 die Alliierten das Linke Rheinufer wieder in Besitz gebracht hatten, wurde im Februar 1814 das Département Donnersberg und damit auch der Kanton Wöllstein Teil des provisorischen Generalgouvernements Mittelrhein. Nach dem Pariser Frieden vom Mai 1814 wurde dieses Generalgouvernement im Juni 1814 aufgeteilt, die rechts der Mosel liegenden Kantone wurden der neu gebildeten Gemeinschaftlichen Landes-Administrations-Kommission zugeordnet, die unter der Verwaltung von Österreich und Bayern stand. Während der österreichisch-bayerischen Verwaltung gehörte der Kanton Wöllstein zum Arrondissement bzw. zur Kreisdirektion Alzey.
Auf dem Wiener Kongress (1815) war dem Großherzog von Hessen eine Länderfläche im ehemaligen Departement Donnersberg mit 140.000 Seelen zugesprochen worden (Artikel 47 des Hauptvertrages). In einem am 30. Juni 1816 mit Österreich und Preußen geschlossenen Staatsvertrag erfolgten die näheren Festlegungen über das Territorium der nachherigen Provinz Rheinhessen im Großherzogtum Hessen, zu dem auch der Kanton Wöllstein gehörte.

## Rheinhessischer Kanton Wöllstein
Die verwaltungsmäßige Einteilung der Provinz Rheinhessen wurde zunächst für die Kantone aus der französischen Verwaltungsstruktur beibehalten. Ansonsten erfolgte bezüglich der zugehörigen Gemeinden keine Änderung. Der Kanton Wöllstein hatte 1834 noch denselben Gebietsstand wie in der französischen Zeit.
Am 5. Februar 1835 wurden die elf Kantone Rheinhessens durch vier Kreise ersetzt. Aus den Kantonen Bingen, Oberingelheim und Wöllstein wurde der Kreis Bingen gebildet.